# Kabta, Idlib
Kabta, Idlib (tiếng Ả Rập: كبته) là một ngôi làng Syria nằm ở Armanaz Nahiyah ở huyện Harem, Idlib. Theo Cục Thống kê Trung ương Syria (CBS), Kabta, Idlib có dân số 1229 trong cuộc điều tra dân số năm 2004.